# Wartburg 353
Der Wartburg 353 ist ein Personenkraftwagen des VEB Automobilwerk Eisenach, der von 1966 bis 1989 hergestellt wurde.

## Entwicklungsgeschichte und Technik

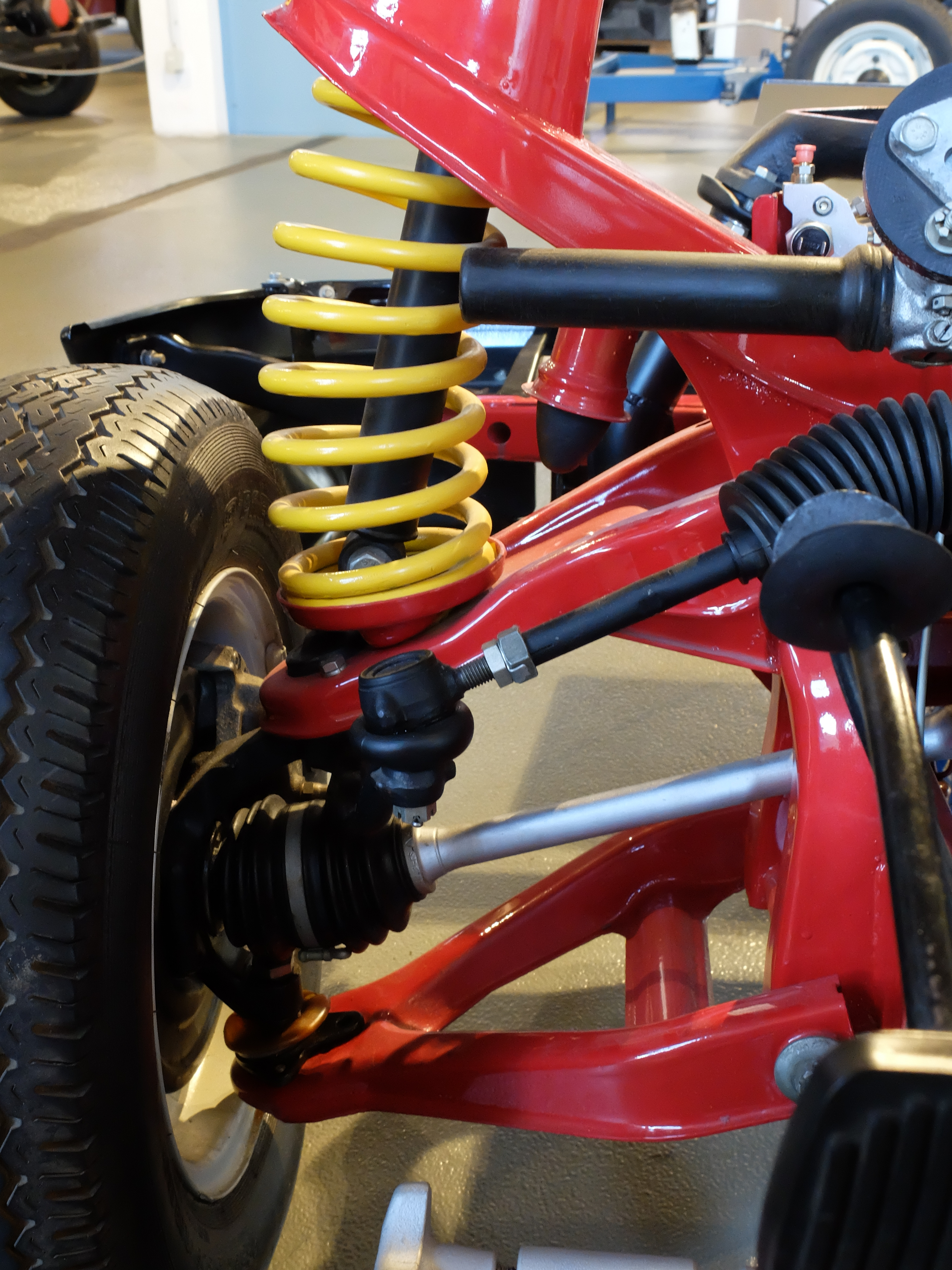
Wartburg 353: Radaufhängung vorn an Doppelquerlenkern (automobile welt eisenach)

Der im Juni 1966 eingeführte Wartburg 353 verband in seiner Konzeption als überholt angesehene Merkmale wie den wassergekühlten Dreizylinder-Zweitaktmotor und Rahmenbauweise (Kastenprofilrahmen) mit fortschrittlicher Technik wie dem schraubengefederten und wartungsfreien Fahrwerk mit an Doppelquerlenkern vorn/Schräglenkern mit Querstabilisator hinten einzeln aufgehängten Rädern mit Tripode-Doppelgelenkwellen und Bremskraftregler. Das neue Fahrwerk war im Wesentlichen bereits 1965 in Gestalt des Übergangsmodells Wartburg 312 eingeführt worden.
Zeitgemäß war die gänzlich neu entworfene, sachlich gestaltete Karosserie mit einem Kofferraum von über 500 Litern, die, wie auch schon die des Wartburg 311, der Eisenacher Konstrukteur Hans Fleischer gezeichnet hatte, unterstützt von den Formgestaltern Clauss Dietel und Lutz Rudolph. Ob Clauss Dietel oder Hans Fleischer den maßgeblicheren Anteil am Design des 353 hatte, ist unter Fachleuten und Zeitzeugen strittig. Das Grunddesign des 353 basierte auf der Studie eines Vollheck-Pkw von Dietel aus dem Jahr 1962, aus der Fleischer das Design der 353-Limousine ableitete. Dietel wirkte zudem an der Farbgestaltung des Innenraums und der Formgestaltung einiger Innenraumbauteile mit.
Die Fachpresse bedauerte, dass die besonders durch den Frontantrieb gegebene Chance, einen zukunftsweisenden Pkw in Vollheck-Bauweise zu realisieren, vertan wurde. Das nunmehr verwendete Bandtachometer, das zu dieser Zeit gerade wieder aus der Mode geriet und zudem keine Vorteile brachte, wurde stellvertretend herangezogen, um Kritik an zu großen Zeiträumen zwischen Entwicklungsbeginn und Einführung in die Produktion zu äußern.
Modernisiert wurde im Vergleich zum Wartburg 312 auch die Fahrzeugelektrik, unter anderem erfolgte eine Umstellung auf 12 Volt. Ein neues, vollsynchronisiertes Getriebe mit erhöhter Lebensdauer erhielten seit Juli 1966 alle Fahrzeuge. Verbessert wurde auch die Kupplung.
Die Einführung der neuen Karosserie in Gestalt des Typs 353 blieb vorerst die letzte tiefgreifende Veränderung am Wartburg. Über mehr als 20 Jahre hinweg brachten regelmäßige Detailverbesserungen zwar Fortschritte, doch der beibehaltene Zweitaktmotor entwickelte sich zu einem immer größeren Manko. Auch die Karosserie entfernte sich im Laufe der Jahre vom internationalen Stand der Technik.

## Modelle und Produktionsstandorte

### Serienmodelle
- Limousine, viertürig. Neupreis Basisausstattung 1967 wie 1986 unverändert 16 950 Mark, sowie 5 500 DM im Jahr 1967[11]
- Kombi, viertürig („Tourist“). Neupreis Basisausstattung 1967: 17 700 Mark
- Pick-up, zweitürig („Trans“)

Der Wartburg 353 wurde in zwei Ausstattungsvarianten hergestellt. Die Ausführung „de luxe“ hob sich vom „Standard“ zu Produktionsbeginn unter anderem durch mehr eloxierte und verchromte Teile, Zweiklangfanfare und eine verbesserte Innenausstattung ab. Aufpreispflichtig als Sonderwunsch waren außerdem ein Stahlschiebedach, ein Radio und Lackierung in piniengrün oder karminrot erhältlich. Vom 2. Januar 1984 an wurde ab Fahrgestellnummer 19.00 401 statt der bisherigen Ausführung „de luxe“ die Ausführung Wartburg 353 S (S = Sonderwunsch) produziert. Die Sonderausführung, bei der anders als beim Rallye-Fahrzeug 353 WR auf das W in der Bezeichnung verzichtet wurde, war gekennzeichnet durch mattschwarze PVC-Türfensterrahmen, Armaturenverkleidung mit Kunstleder in Holzmaserung, Kofferraumauskleidung, Nebellichtanlage (Nebelscheinwerfer und -schlusslicht), Zweiklangfanfare, Knüppelschaltung/Lenkradschaltung, heizbare Heckscheibe sowie einen Malimo-Cordbezugsstoff.
Anders als der Trabant wurde der Wartburg ab Werk weder mit Hycomat, noch in einer Ausführung für Behinderte produziert. Darauf spezialisierte Betriebe führten jedoch entsprechende Umbaumaßnahmen aus.

### Galerie

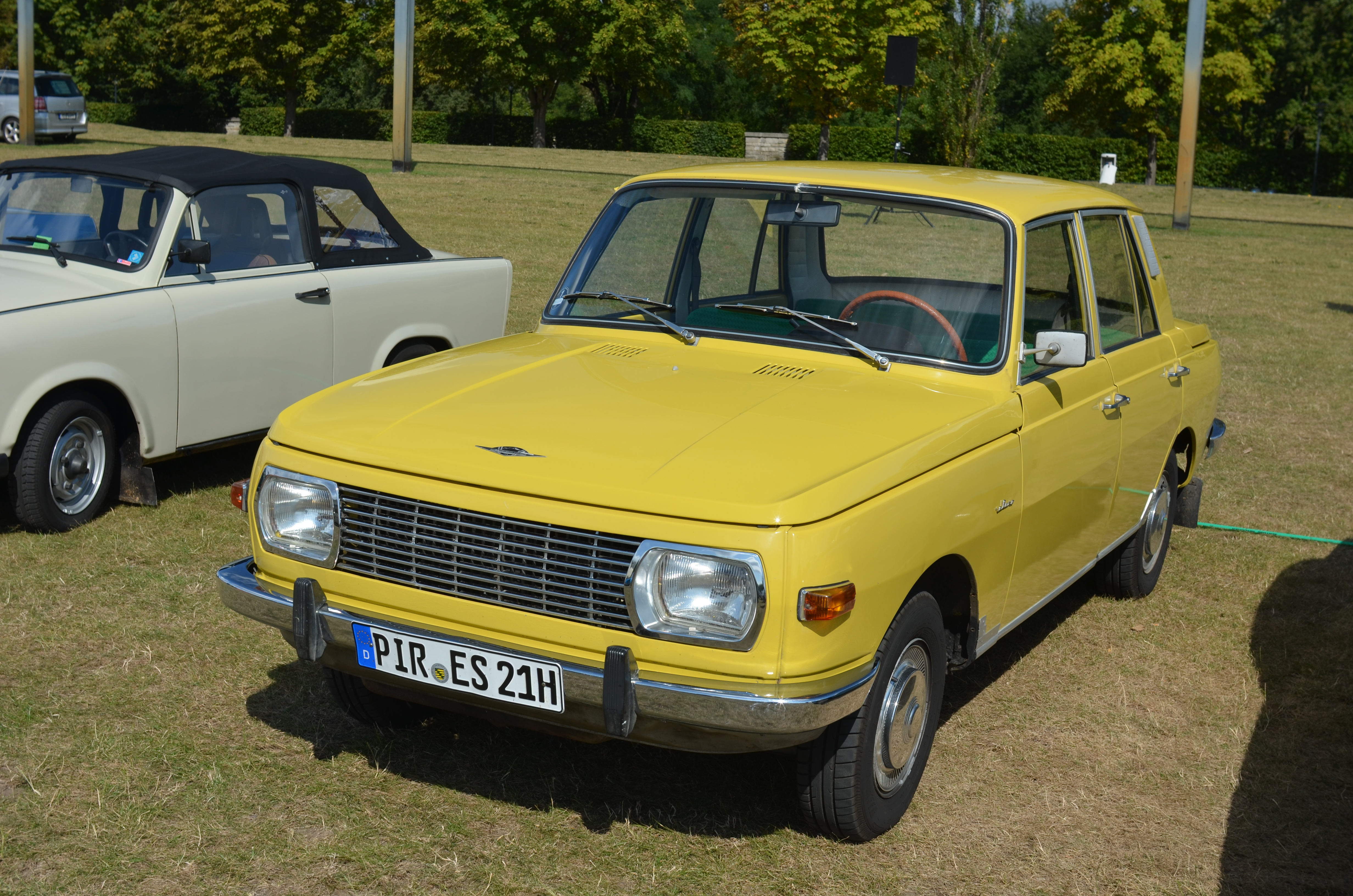
353 Limousine, Ausführung 1966-1974
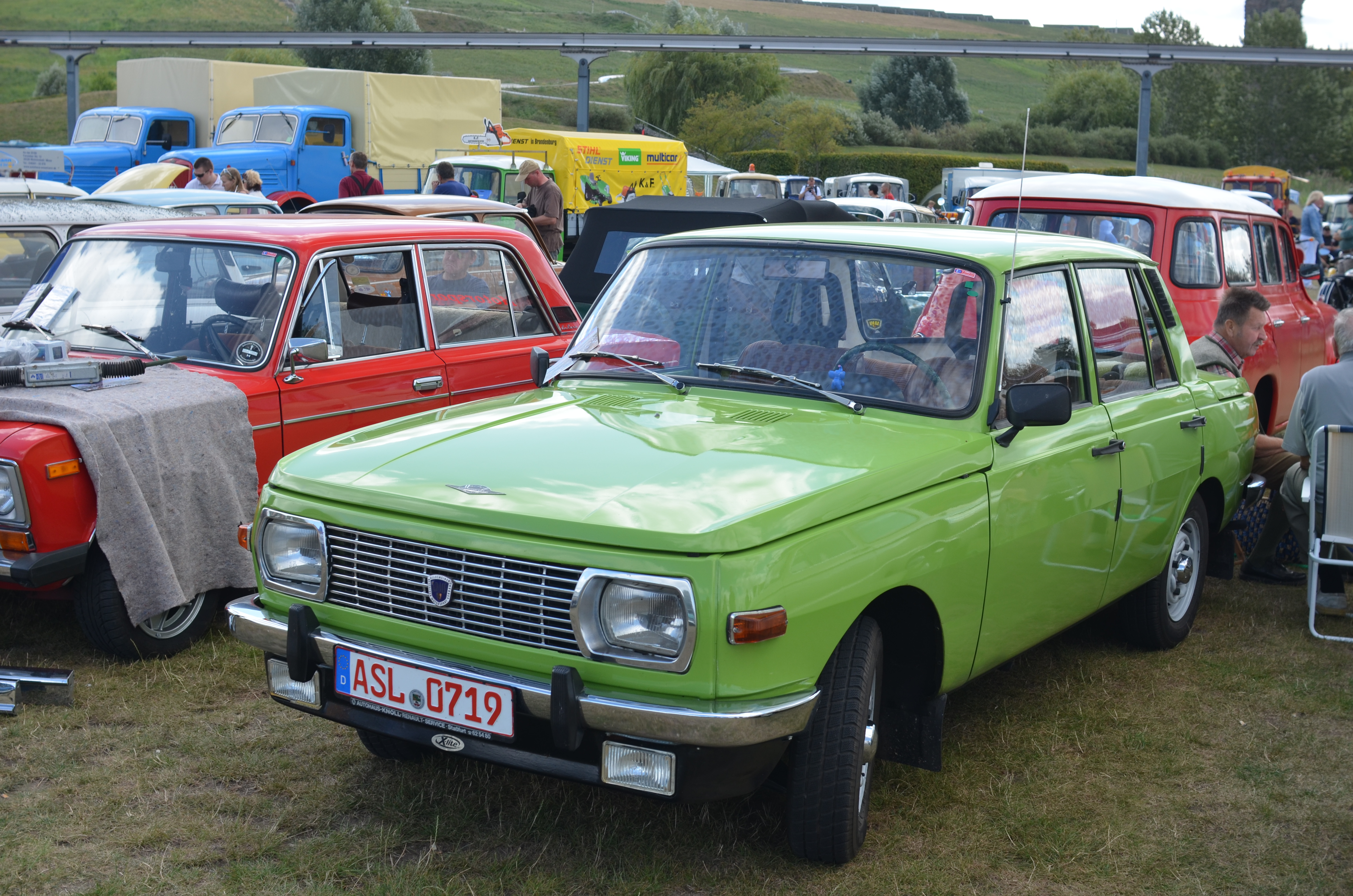
353 W Limousine, Ausführung 1975-1983
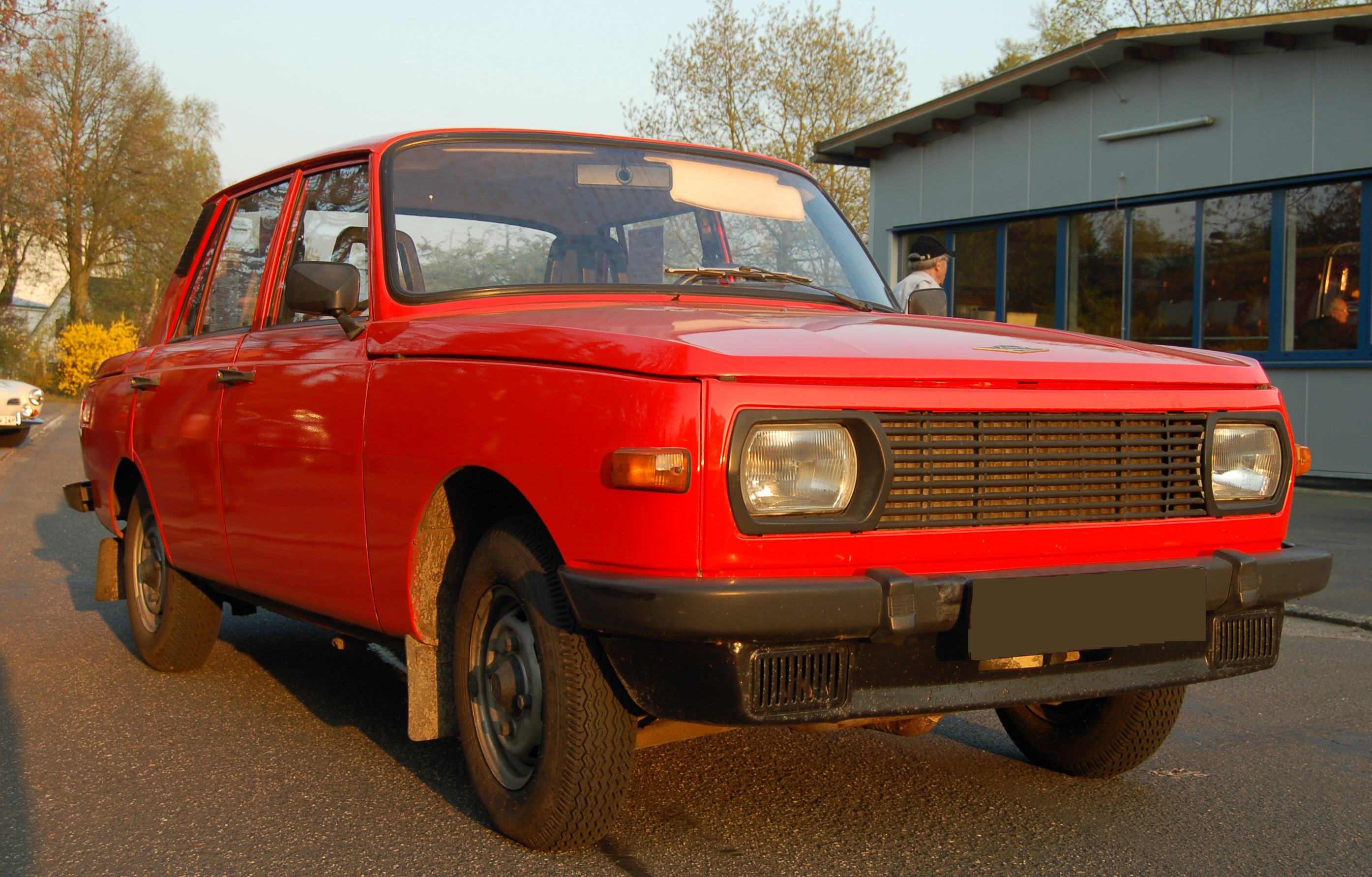
353 W Limousine, Ausführung 1984
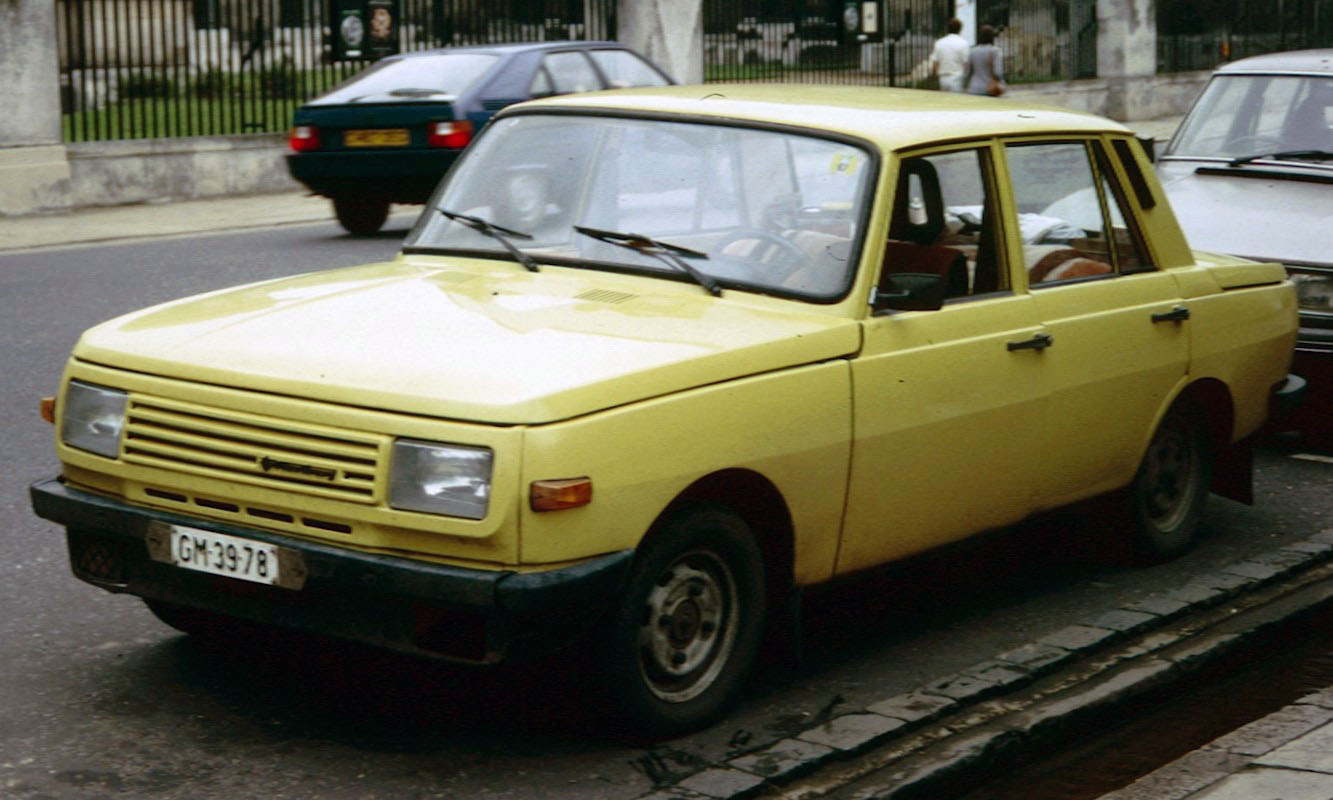
Wartburg 353 S Limousine, Ausführung 1985-1988
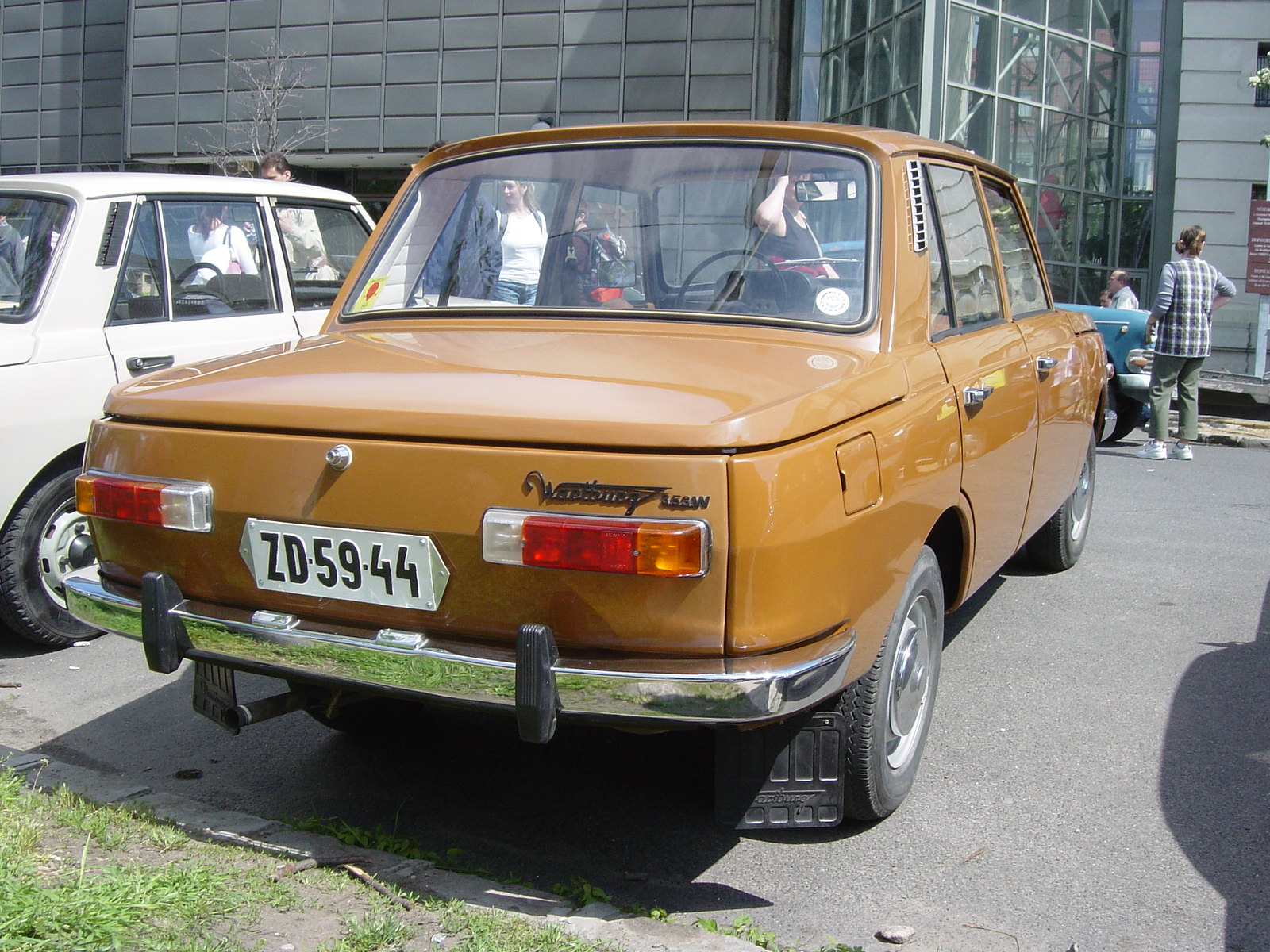
Wartburg 353 W Limousine, Heckansicht
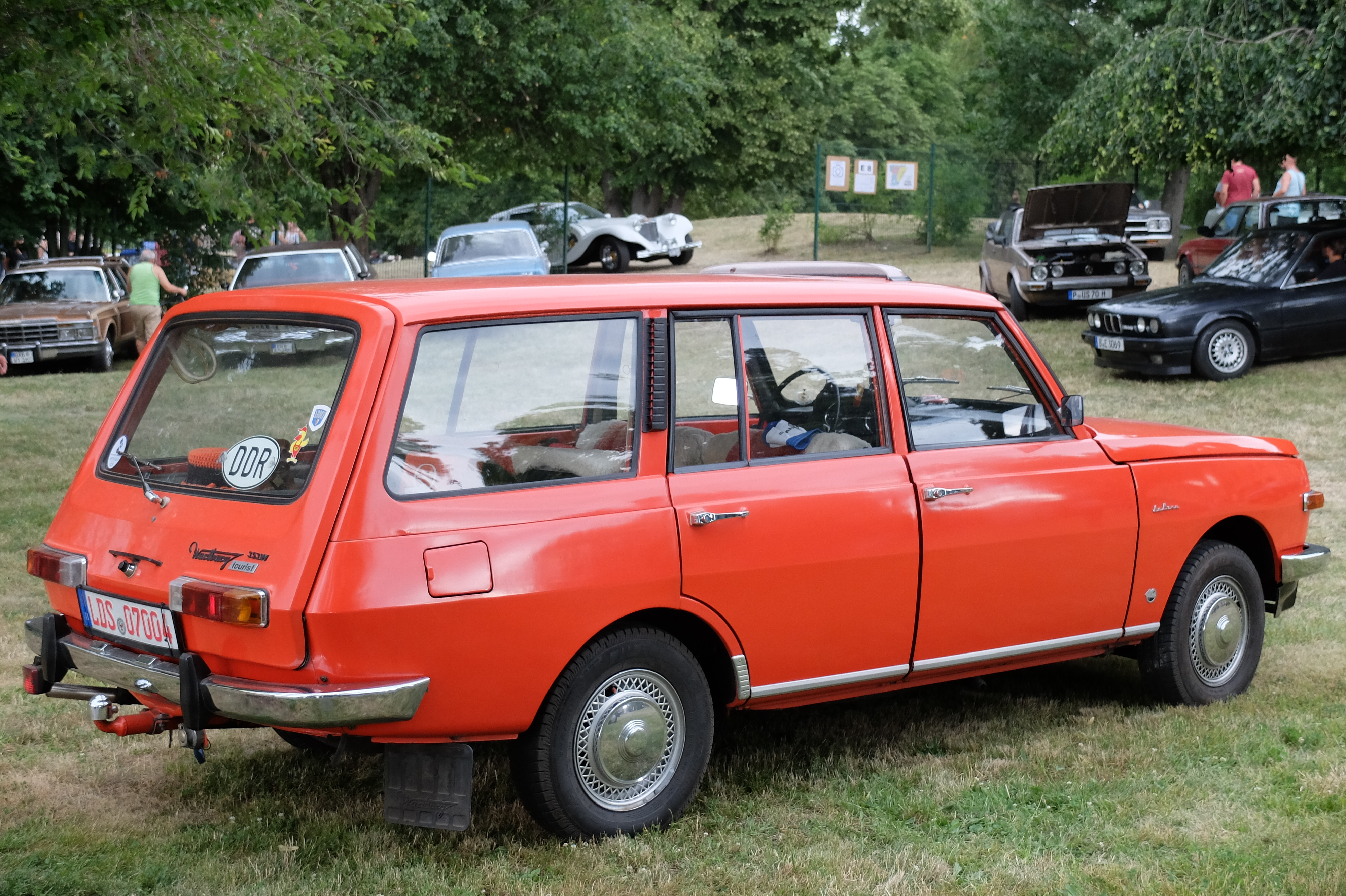
Wartburg 353 Tourist
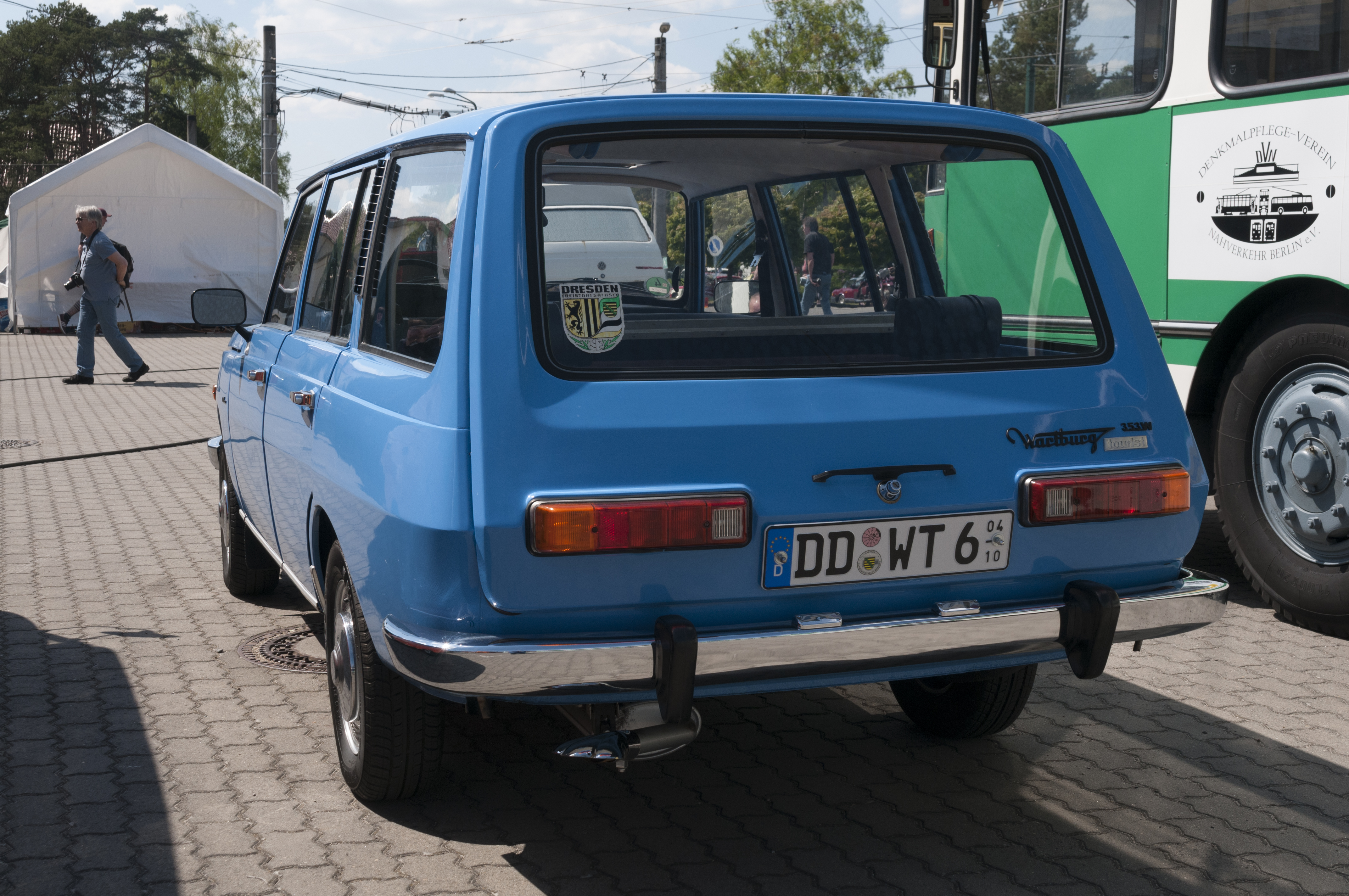
Wartburg Tourist, Heckansicht
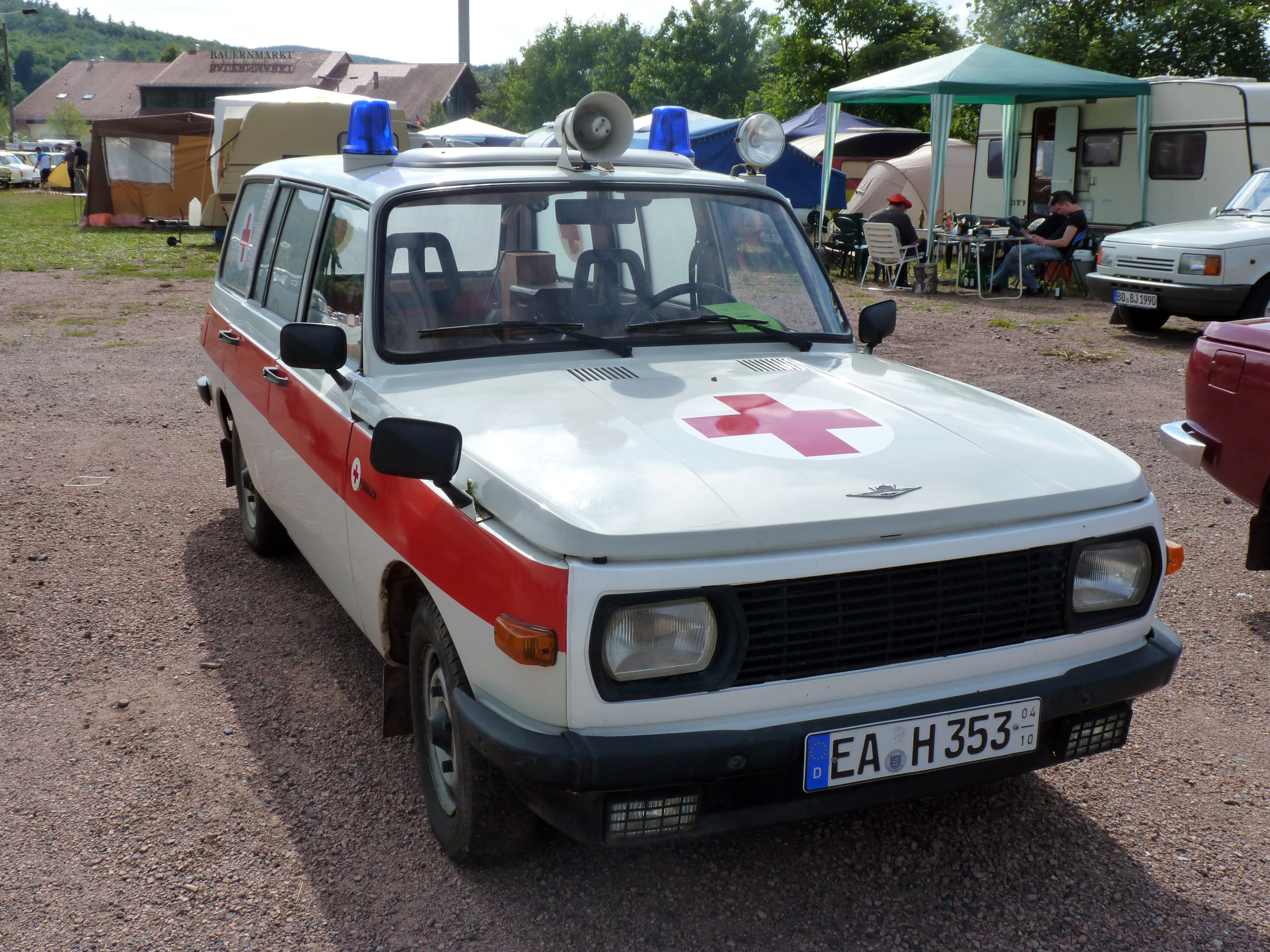
MED-Fahrzeug auf einem Wartburgtreffen
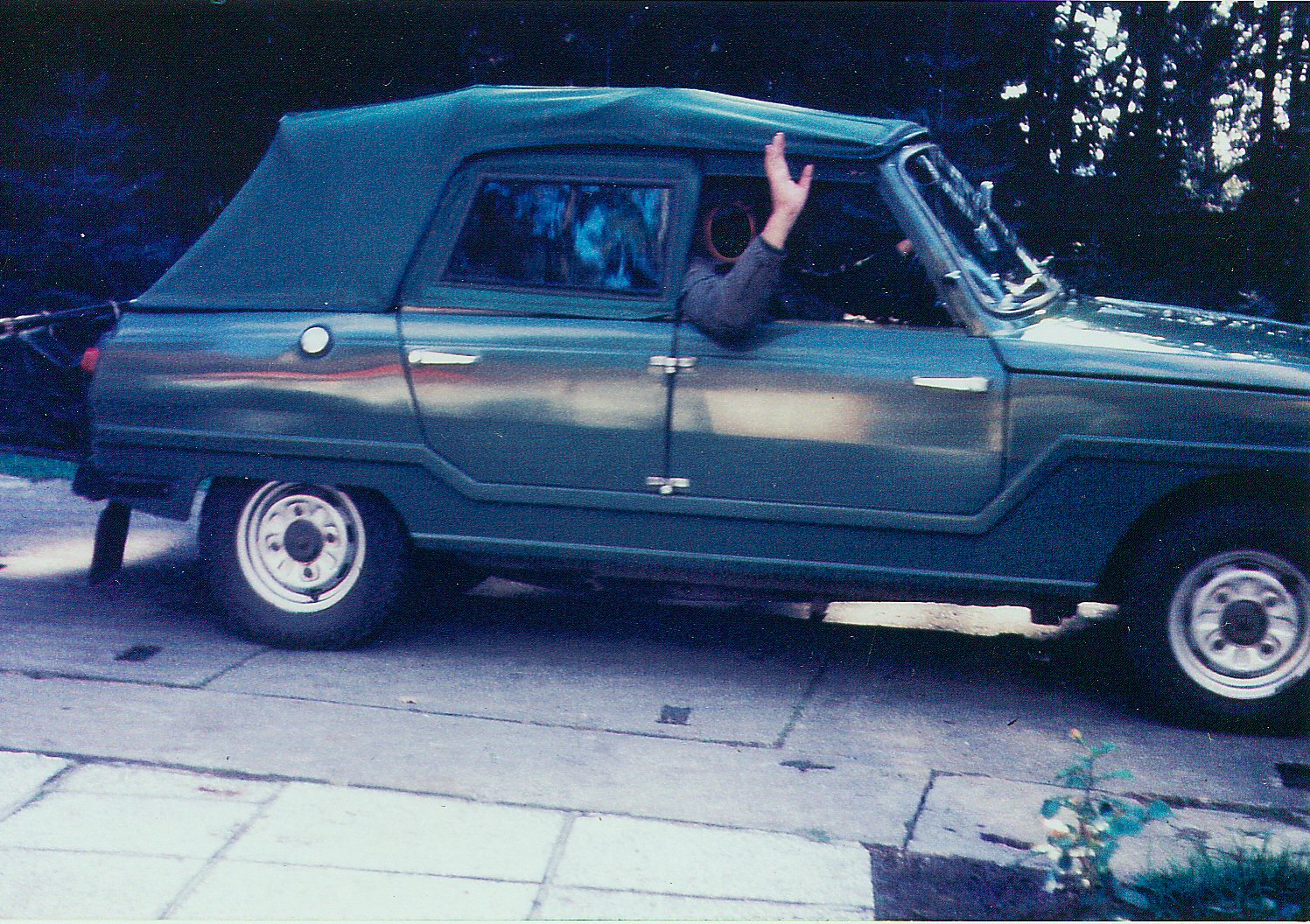
Jagdvariante, 1971
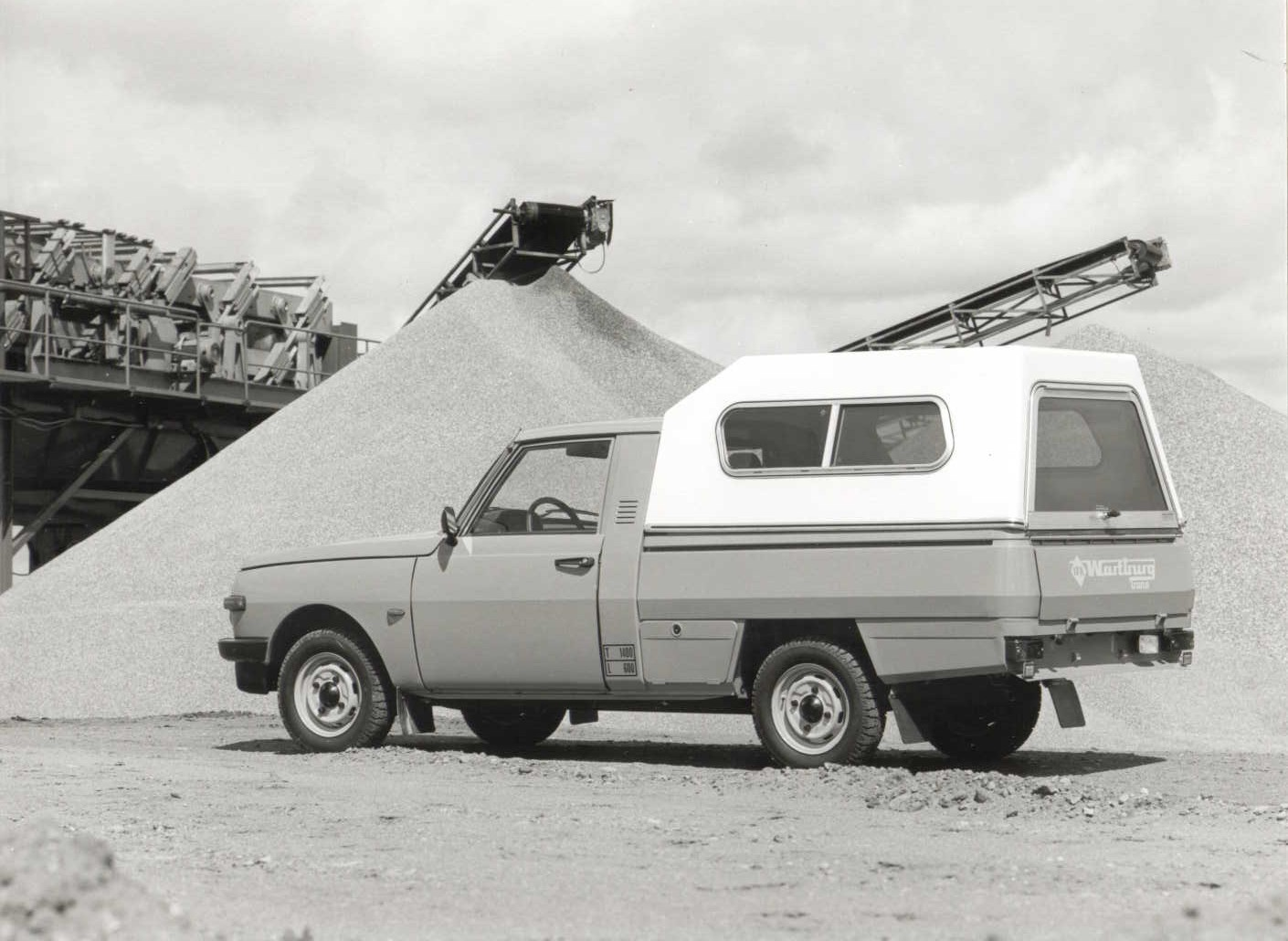
Wartburg 353-400 Trans, ab Baujahr 1983
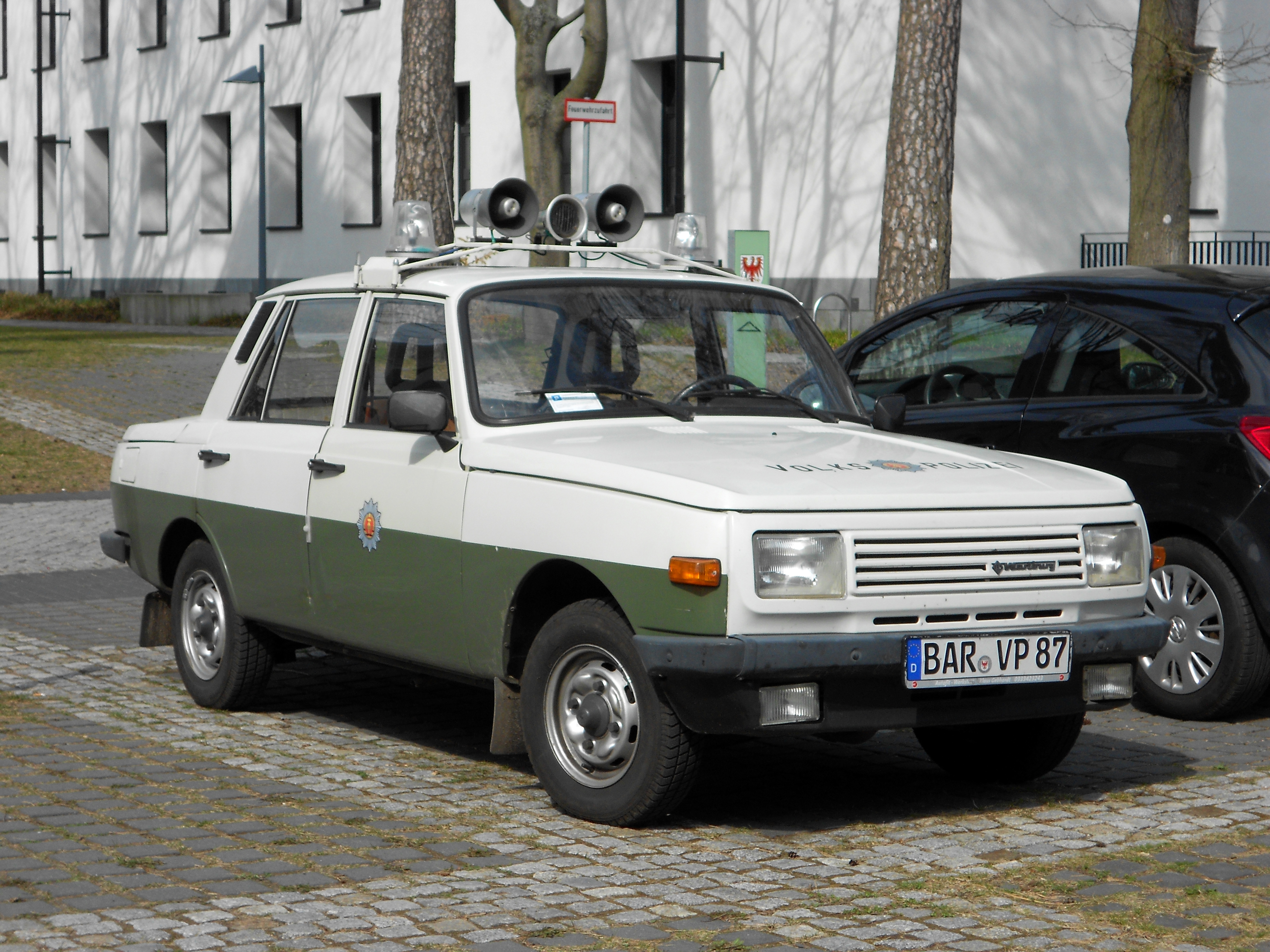
Polizeifahrzeug
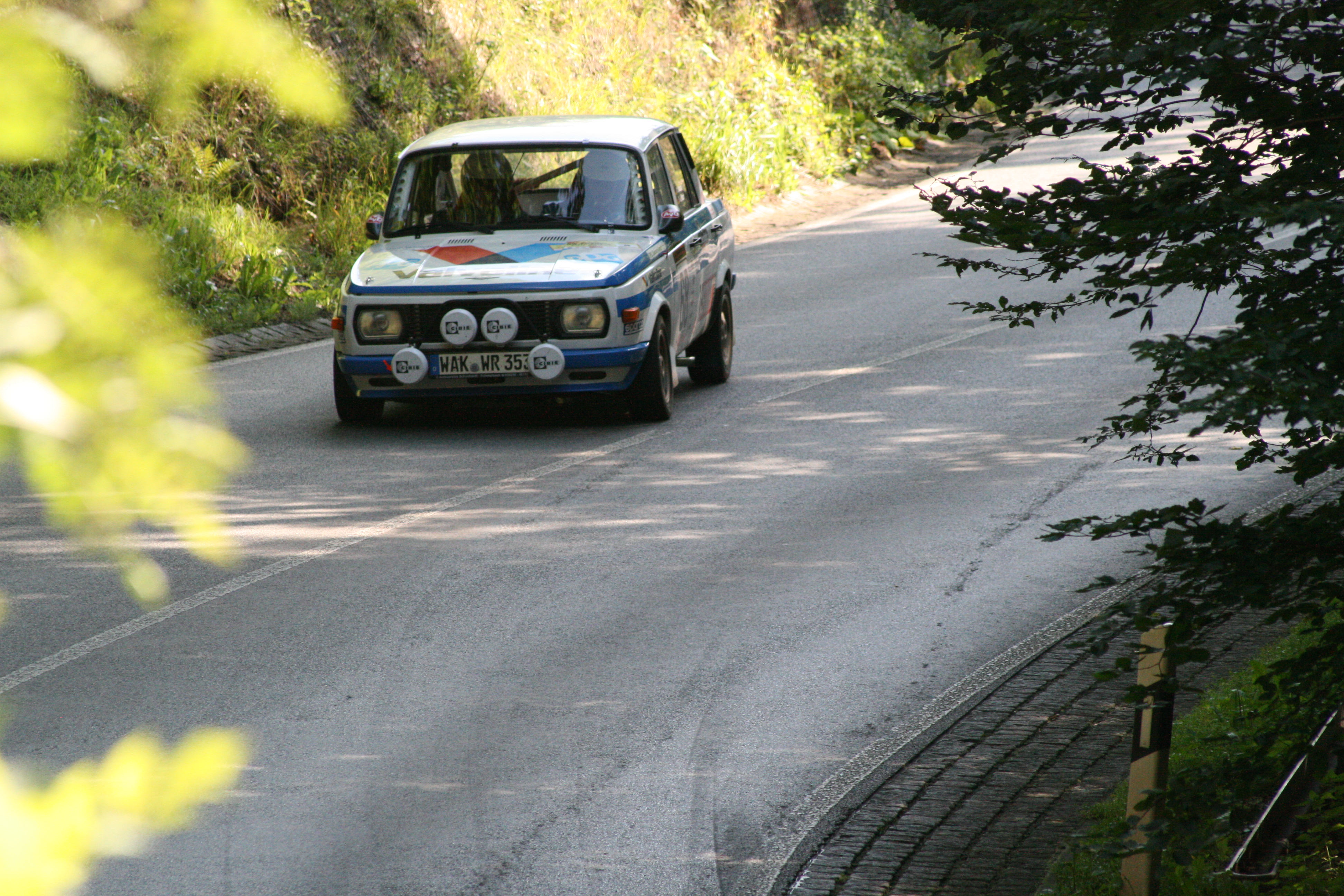
Wartburg 353 WR (Rallye)
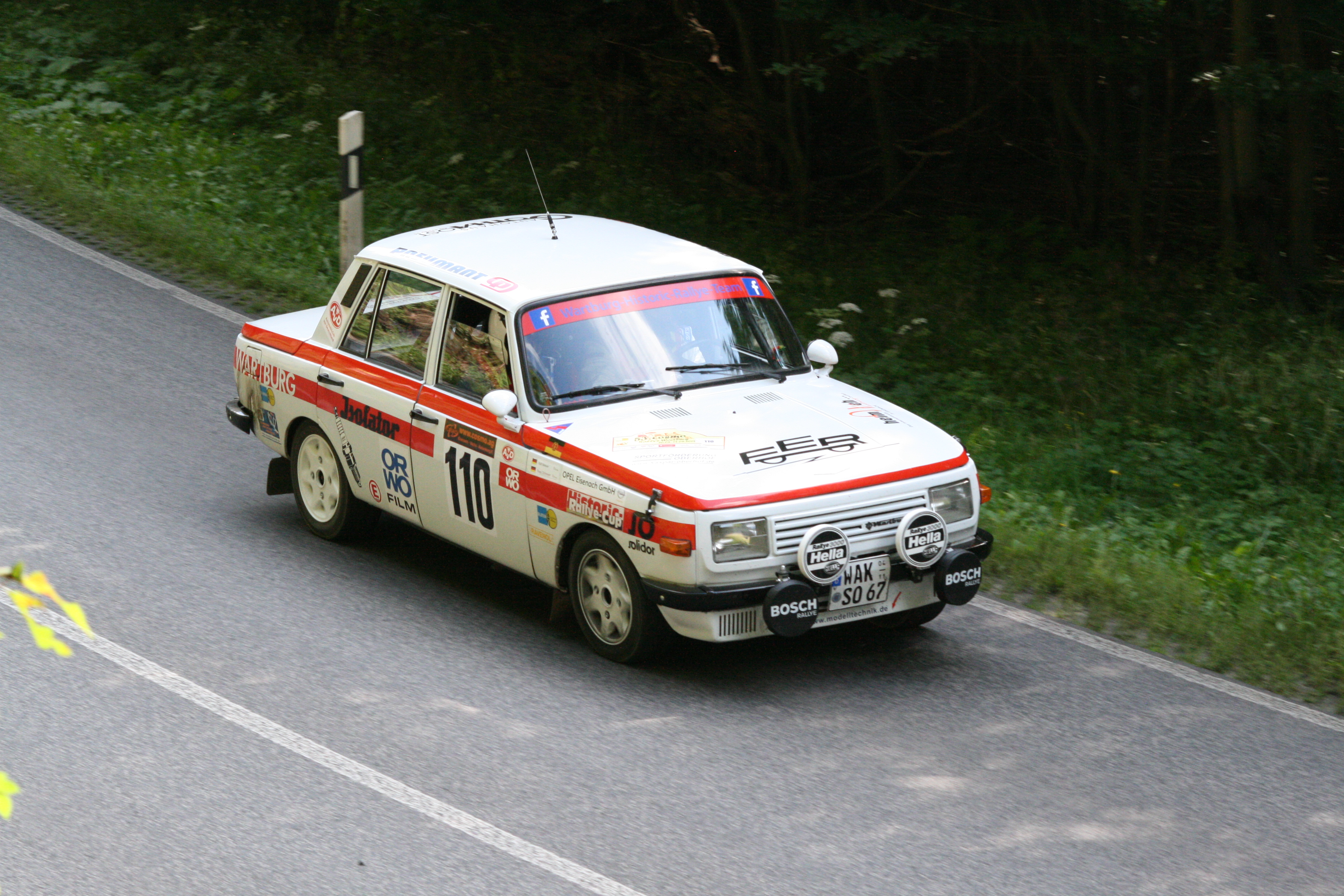
Wartburg 353 W460
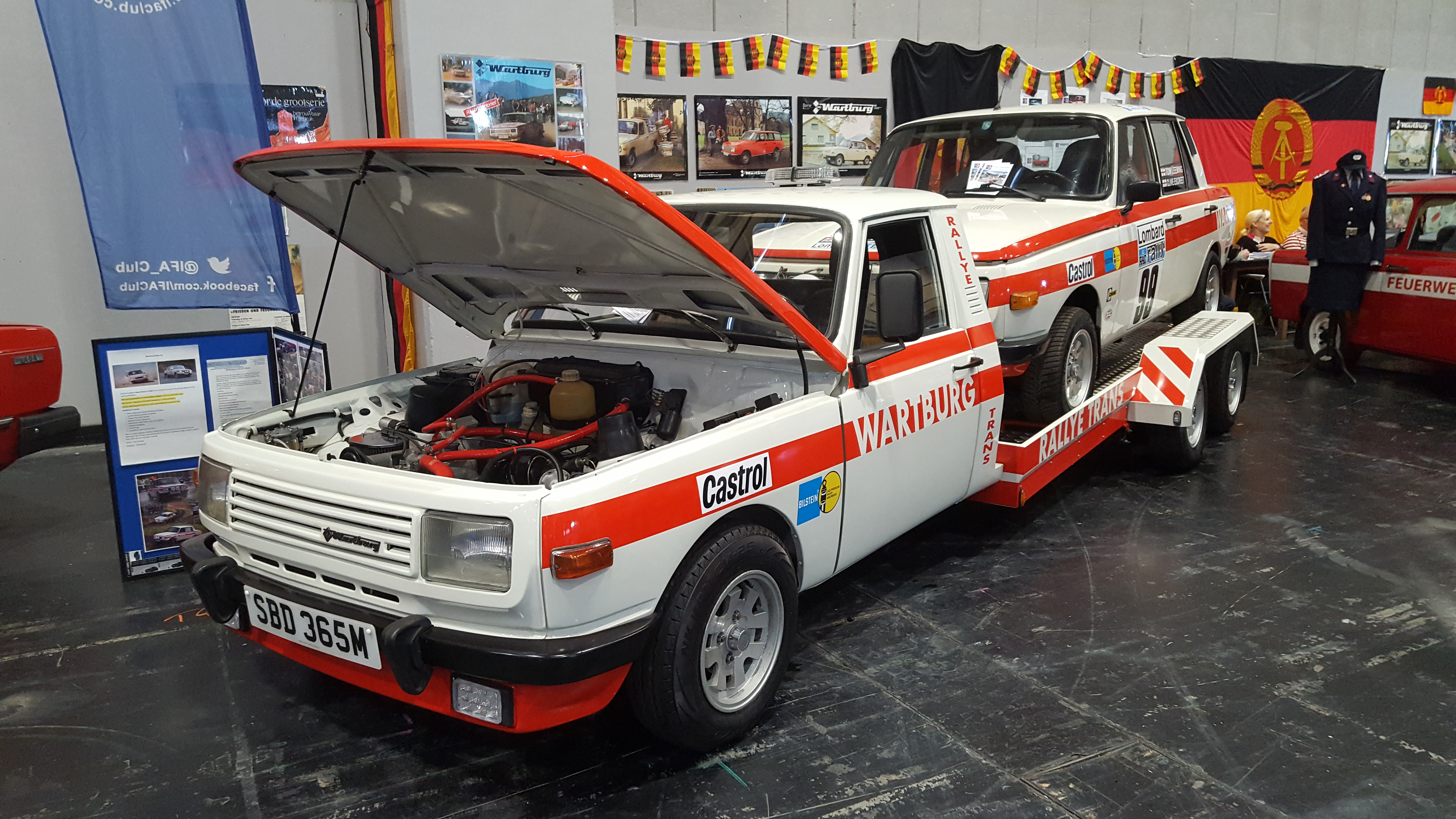
Ausführung als Rallye-Transportfahrzeug
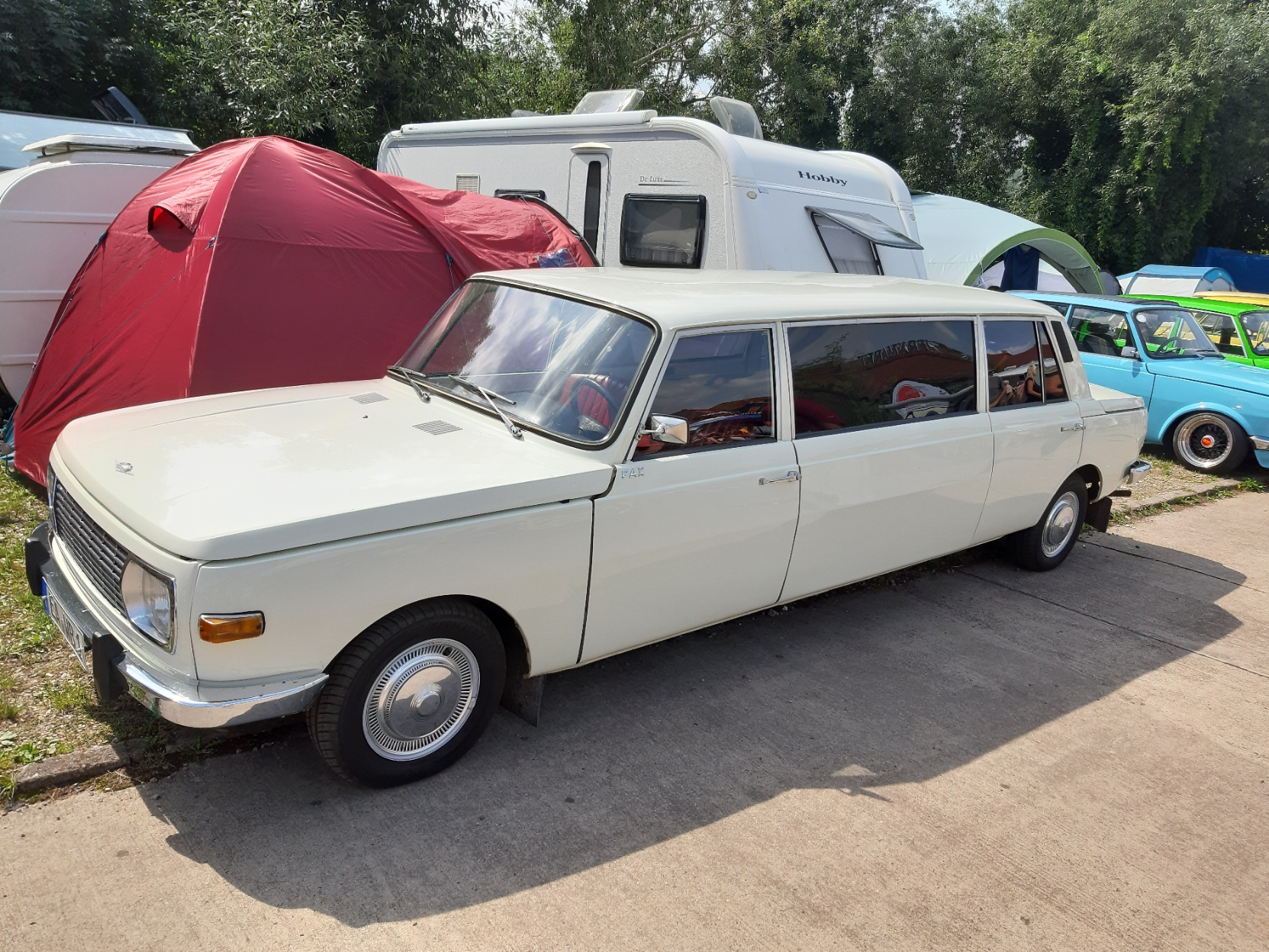
Unikat: Wartburg 353 als Stretch-Limousine[14] (Eigenbau)

## Modellpflege

### Markteinführung und Änderungen bis 1974

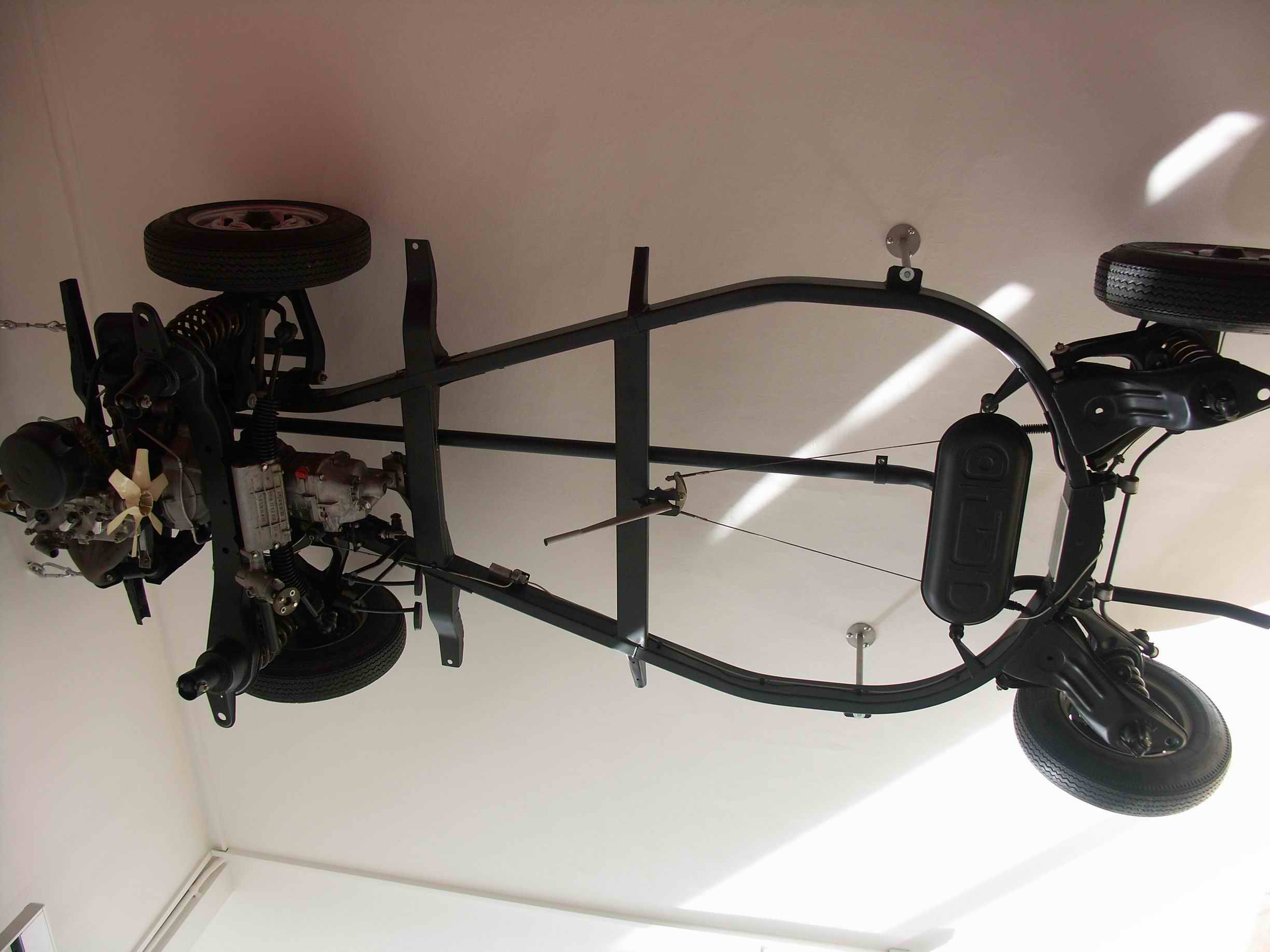
Fahrgestell des Wartburg 312/353 bis 1975
Deckenmontage im Museum automobile welt eisenach

Ab 1967 wurde eine Rechtslenker-Ausführung für Exportländer mit Linksverkehr produziert, die sich technisch vor allem durch die Knüppelschaltung unterschied – diese war später teilweise auch für den Binnenmarkt erhältlich. Auf Sonderwunsch war ab Ende 1967 ein Schiebedach erhältlich. Schon 1968 gab es diverse Detailverbesserungen und ein neues Farbprogramm.
Die Einführung der in den Karosseriewerken Halle und Dresden gefertigten Kombivariante Wartburg Tourist erfolgte 1968. Mit viertüriger Karosserie, harmonischer Linienführung und Pkw-gerechter Innenausstattung ersetzte er sowohl die Kombi- als auch Camping-Ausführung des bisherigen Wartburg 312. Heckklappe und hintere Kotflügel wurden aus glasfaserverstärktem Kunststoff gefertigt. Das maximale Kofferraumvolumen betrug 1800 Liter. Der Limousine entsprechend war er in Standard- und Luxusausführung erhältlich, wobei Letztere auch schon eine Abdeckung des Kofferraums hatte, was damals auch im Westen noch nicht üblich war. Auch beim Tourist waren Extras wie ein Stahlschiebedach erhältlich. Zunächst wurde der Tourist mit geschlossener C-Säule gefertigt, 1970 wurde eine Zwangsentlüftung mit Luftauslässen in der C-Säule eingeführt.
Im Mai 1969 erfolgte die Einführung des neuen Motors 353-1 mit 36,8 kW (50 PS) und geändertem Vergaser, Drehschwingungsdämpfer und Kolbenringabdichtung der Kurbelwelle (bisher Radialdichtringe aus Gummi), was die Lebensdauer des Motors beträchtlich vergrößerte. Im selben Jahr wurde von Randfeder- auf Tellerfederkupplung umgestellt und eine Elektrotauchgrundierung der Karosserien eingeführt. Der Garantie-Zeitraum betrug ab 1969 20.000 km bzw. ein Jahr. Ab 1971 waren Schalensitze, Knüppelschaltung, Radialreifen und anderes mehr gegen Aufpreis erhältlich.
Auf Basis des Wartburg 353 wurde der Rennsportwagen Melkus RS 1000 unter Leitung von Heinz Melkus entwickelt und ab 1969 in Kleinserie produziert. Zur Rallye Monte Carlo 1973 erreichte die Wartburg-Werksmannschaft mit den Fahrern Peter Hommel und Günter Bork auf einem W 353 den zweiten Platz in der Klasse bis 1150 Kubikzentimeter und den 38. Platz in der Gesamtwertung.

### Wartburg 353 W
Ab März 1975 wurde das Fahrzeug als Wartburg 353 W (W = Weiterentwicklung) produziert. Bezogen auf die äußere und innere Sicherheit wurde der Wartburg dabei an den internationalen Stand der Technik angeglichen: Die Bremsanlage hatte fortan ein Zweikreisbremssystem in HT-Aufteilung, Scheibenbremsen (von AB Jablonec, ČSSR) vorn mit vier Bremskolben pro Rad und wie bisher Trommelbremsen hinten, jedoch mit lastabhängigem Bremskraftbegrenzer. Weiterhin sollte es nun serienmäßig H4-Scheinwerfer geben (die jedoch zunächst nicht geliefert werden konnten) und als Extra sogar eine Scheinwerfer-Scheibenwaschanlage. Die bisherige Gleichstromlichtmaschine wurde durch eine Drehstromlichtmaschine mit 588 W Leistung ersetzt. Mit Blick auf die innere Sicherheit wurden unter anderem Lenkung (ECE-gerechte Sicherheitslenksäule), Türschlösser, Gurte und Instrumententafel überarbeitet.
Es folgten einige Jahre nahezu völligen Entwicklungsstillstands. Zu den wenigen geänderten Details zählte für gehobene Ausstattungen der Bugspoiler ab 1977 (ab 1980 auch an der Standard-Ausführung), in den in der besten Ausstattungsvariante „Sonderwunsch mit Mittelschalthebel“ Halogen-Nebelscheinwerfer integriert waren. Weiterhin gab es nun eine aufpreispflichtige Wisch-Wasch-Anlage für die Heckscheibe am Tourist, eine Heckscheibenheizung ab 1979 und geänderte Radkappen. Regelmäßig änderte sich das Farbprogramm. Einer Aufstellung von 1977 zufolge lag seinerzeit Brillantweiß mit einem Anteil von 30 % in der Käufergunst vorne, gefolgt von Citrusgelb (25 %), Biberbraun (10 %), Goldoliv (10 %), Billardgrün (10 %), Velourrot (5 %), Neptunblau (5 %) und Viridingrün (5 %).

### Modellpflege in den 1980er Jahren
Zwischen 1980 und 1985 erfolgten noch einmal einige Detailverbesserungen mit Blick auf Sicherheit, Komfort und Kraftstoffverbrauch: Ab 1980 gab es, zunächst nur für die gehobene Ausstattung, neben Gurten auch an den Fondsitzen ein zeitgemäßes PUR-Lenkrad und -Kopfstützen, ab 1981 gab es neue Sitze und ein neues Radio Autosuper A200 aus dem VEB Elektrotechnik Eisenach mit UKW-Empfang und Sendersuchlauf, sowie einen elektronischen Regler für die Lichtmaschine. Detailverbesserungen 1982 waren unter anderem ein neues Zündschloss mit Anlasswiederholsperre, eine Wisch-Wasch-Automatik und H4-Scheinwerfer, sowie ein geänderter Kofferraumboden beim Tourist. Im Juni 1982 gab es zudem einen sparsameren Registervergaser vom Typ Jikov 32 SEDR mit Ansauggemischvorwärmung. Die Zahl der verchromten Teile wurde schon in den Vorjahren schrittweise verringert, der Prozess wurde im Januar 1984 mit der schwarzen Plastpulverbeschichtung verbliebener Chromteile, darunter der Kühlergrill, abgeschlossen.
Alle DKW-basierten Dreizylinder-Zweitakter (sowohl die Vorgänger des Wartburg als auch die in Westdeutschland von der Auto Union GmbH gebauten) hatten einen hinter dem Motor eingebauten Kühler. Im Wartburg 353 W wurde der Kühler ab 30. Juni 1985 nach vorn verlagert, im Zuge dessen wurde die Frontpartie des Wartburg einschließlich der Scheinwerfer modifiziert.
Nach 1985 änderte sich am Wartburg 353 praktisch nichts mehr. Die Produktion der Limousine endete mit der Einführung des neuen Modells Wartburg 1.3 im Herbst 1988. Die Ablösung der Kombiausführung Tourist erfolgte einige Monate später, sodass auch 1989 noch 1191 Fahrzeuge mit Zweitaktmotor hergestellt wurden. Insgesamt wurden 1.225.190 Wartburg 353 von 1966 bis 1989 produziert, davon 868.860 Stück 353 W.

## Prototypen und Sonderfahrzeuge
- - Wartburg 355
  - Wartburg mit Gasturbinen-Antrieb
  - Wartburg Rallye Trans (Stückzahl: 3 (2 × Original/1 × Replika), siehe Link)
  - Wartburg 353 Rallye Duo, Prototyp mit zwei Motoren (Stückzahl: 1, siehe Link)
  - Wartburg 353 WR, Rallyefahrzeug nach dem Reglement der Gruppe B
  - Wartburg 353 W460, Rallyefahrzeug
  - RGW-Auto 610 M
  - Wartburg 360 (ähnlich dem Audi 80/Audi 100)
  - Wartburg 400 (Kübelwagen auf Basis des 353; vorgesehen für Forst- und Landwirtschaft)
  - Wartburg 760 („Hängebauchschwein“)
- Sondermodelle
  - MED-Notarzteinsatzfahrzeug des DRK der DDR im Bereich der Schnellen Medizinischen Hilfe (SMH), der Dringlichen Medizinischen Hilfe (DMH) und des Dringlichen Hausbesuchsdienstes (DHD) mit insgesamt rund 100 Fahrzeugen, davon vier im Dienst der Nationalen Volksarmee (NVA)
  - Melkus RS 1000

## Produktionsstandorte
Neben dem Hauptstandort AWE in Eisenach wurden für den Wartburg 353 drei weitere Betriebe in die Produktion einbezogen:
- VEB Karosseriewerke Halle (KWH, ehemals Ludwig Kathe & Sohn) – Tourist
- VEB Karosseriewerk Dresden/Radeberg (KWD, ehemals Gläser) – Tourist-Karosserie
- VEB Waggonbau Gotha – Fahrgestelle für den Wartburg 353 W und 1.3

Die Rahmen wurden ohne Fahrgestellnummer in die einzelnen Werke geliefert und dort fahrzeugspezifisch vervollständigt.
Für die Produktion des Tourist in Halle und Dresden wurden Teile (Mechanik, Rahmen und Karosserieteile, die denen der Limousine glichen) zugeliefert, die Wagen dann mit der am Ort gefertigten Kombi-Karosserie endmontiert. Anschließend wurden die Fahrzeuge von Eisenacher Mitarbeitern vor Ort der Endkontrolle unterzogen.

## Export
Trotz des starken Neuwagenmangels in der DDR wurde der Wartburg 353 umfangreich exportiert. So gingen beispielsweise im Jahr 1975 von 54.050 produzierten Wartburg 34.250 in den Export, nur 8.941 Stück waren im Inland für Mark und nach langjähriger Wartezeit erhältlich. Weitere 7.300 Stück kamen gegen Westmark (Genex) in der DDR (ohne Wartezeit) in Umlauf, ferner gingen 556 Stück an Investträger und 3.003 an staatliche Organe (Dienstwagen). Insgesamt wurden 676.837 der 1.225.429 gebauten Wartburg 353 exportiert.
Hauptabnehmer im Export waren Ungarn, Polen, die Tschechoslowakei, Jugoslawien und Bulgarien. 1973 wurde der 30 000. Wartburg 353 an Jugoslawien übergeben. Anfangs war der Wartburg 353 auch im NSW noch durchaus gefragt, erhebliche Absatzzahlen wurden in Großbritannien (mehr als 20.000 verkaufte Fahrzeuge), Belgien, Finnland und Griechenland erzielt. Als Rechtslenkerausführung wurde das Fahrzeug in Großbritannien unter der Bezeichnung Wartburg Knight (zu deutsch: „Wartburg-Ritter“) vermarktet, bis er später wegen des nicht mehr zeitgemäßen Zweitaktmotors nicht mehr importiert werden durfte. In den Beneluxländern waren zahlreiche Wartburg als Taxi eingesetzt und erreichten Laufleistungen von über 250.000 km. Ab 1979 wurde der W 353 aufgrund neuer ECE-Bestimmungen auch in anderen NSW-Ländern unverkäuflich. 1500 solcher Fahrzeuge standen daraufhin dort noch auf Halde, und die damit bisher erzielten, für die DDR wichtigen Deviseneinnahmen versiegten.
In der Bundesrepublik Deutschland hingegen verkaufte sich der Wartburg von Anfang an nur schlecht, trotz relativ niedriger Preise, z. B. 5500 DM für die Standard-Limousine im Jahr 1967. Als Zweitakt-Auto, noch dazu aus der DDR, hatte er ein schlechtes Image. 1967 fanden lediglich 151 Trabant und 334 Wartburg einen Käufer, weshalb die DDR die Belieferung der westdeutschen Händler offiziell 1969 einstellte.

## Testberichte
Die KFT bewertete den Wagen 1966 als „echten“ Fünfsitzer, dessen Platzangebot an Fahrzeuge der Mittelklasse heranreiche. Kritik galt dem etwas hochbeinigen Erscheinungsbild und dem recht großen Leergewicht. Obwohl das Drehmoment des Zweitaktmotors gleichauf des Fiat 124 und größer als des Opel Kadett B oder VW 1300 war, sei das Beschleunigungsvermögen verbesserungsbedürftig. Nicht zuletzt deshalb, weil der neue Hauptschalldämpfer das maximale Drehmoment erst bei 3000 anstatt der früheren 2200/min anliegen ließ. Der ermittelte Durchschnittsverbrauch von 10,2 l/100 km wurde als deutlich zu hoch kritisiert. Gelobt wurde hingegen die verbesserte Laufruhe und das gedämpfte Geräuschniveau im Innenraum, was den Wagen zusammen mit den bequemen Sitzen und großzügigen Federwegen zu einem recht komfortablen Fahrzeug mache. Der Wartburg hatte nach wie vor keine Scheibenbremsen, die Bremswirkung wurde aber für gut befunden. Insgesamt wurde zurückhaltend eingeschätzt, dass der neue Wartburg von allen in der DDR erhältlichen Pkw noch am ehesten des Prädikats „Weltniveau“ würdig sei. Im 10.000-km-Dauertest traten lediglich einige kleinere Mängel auf, gelobt wurde die gute Verarbeitungsqualität auch im Innenraum und der vergleichsweise gute Korrosionsschutz. Der Zweitaktmotor wurde als „Handicap“ gesehen, das sich auf die Fahrpraxis jedoch kaum nachteilig auswirke, jedoch wurde erneut der zu hohe Kraftstoffverbrauch angemahnt (10,3 l/100 km) sowie das nach wie vor ungelöste Problem der Klingelneigung bei konstant 90 km/h angesprochen.
In der Beurteilung des 50 PS-Motors im Jahr 1970 wurde das vieldeutige Fazit gezogen, dass der neue Wartburg-Motor einer der gelungensten Dreizylinder-Zweitaktmotoren überhaupt sei und bestimmt der beste Wartburg-Motor, den es je gab. Der Zweitaktmotor an sich wurde relativ deutlich als konzeptionelles Hemmnis des Wartburg konstatiert. Eine Hubraumvergrößerung auf 1200 cm³ wurde mit der Begründung verneint, dass dies neue Betriebseinrichtungen erforderte, die den Wartburg auf Jahre hinaus noch untrennbar an den Zweitaktmotor fesseln würden. Die Leistungssteigerung um 5 PS machte sich in einer geringfügig verbesserten Beschleunigung und Höchstgeschwindigkeit bemerkbar, wobei die werksseitig angegebenen 130 km/h nicht erreicht wurden (126 km/h). Obwohl der Motor praktisch neu konstruiert war, ergab sich keine Verringerung des relativ hohen Kraftstoffverbrauchs, der mit 10,3 l/100 km gemessen wurde. Trotz allem wurde festgehalten, dass der Wartburg 353 im Binnenhandel der DDR, also in Konkurrenz zum Škoda 1000 MB und Moskwitsch-408, der klare Favorit sei. 1971 testete die KFT das Kombimodell Tourist de Luxe, dieser vereine ästhetische wie zweckmäßige Merkmale so gut wie kaum ein anderer Pkw. Gleichzeitig wurden Rahmenbauweise, Zweitaktmotor und Trommelbremsen als konzeptionelle Probleme des Fahrzeugs angemahnt und die Vorzüge der (damals nur auf Sonderwunsch erhältlichen) Radialreifen betont, mit denen eine Höchstgeschwindigkeit von 131 km/h erreicht wurde. Die Scheibenbremsen des 353-W überzeugten im Test mit Unempfindlichkeit und feiner Dosierbarkeit. Die Fertigungsqualität des Motors hatte sich positiv entwickelt, nunmehr wurden 131 km/h Höchstgeschwindigkeit gemessen, wobei das Tachometer eine Anzeigeabweichung nach unten aufwies (127 km/h). Die ausdrückliche Forderung nach einem Viertaktmotor wurde bei sonst positiver Beurteilung des Wartburg erneuert, sie sollte um ein weiteres Mal nicht gehört werden.
Als Zugfahrzeug für Wohnwagen eignete sich der Wartburg 353 nur begrenzt. Der für ihn infragekommende LC9-285 ließ die Grenzen des Zweitaktmotors deutlich hervortreten, auch der sonst gelobte Frontantrieb machte sich hier limitierend bemerkbar. Empfohlen wurde die Fahrt mit dem Gepäck weder in Wohnwagen noch Kofferraum, sondern verstaut im Fußraum im Fond. Das Testfahrzeug war noch mit Trommelbremsen vorn ausgestattet, diese waren den Anforderungen nicht gewachsen. Auch für den Bastei wurde der Wartburg 353 als zu schwach motorisiert eingeschätzt. Etwas bessere Fahrleistungen ließen sich mit dem Intercamp erzielen, und mit den ab 1975 eingebauten vorderen Scheibenbremsen war wenigstens das Bremsproblem behoben. Der Motor hingegen neigte im Gespannbetrieb stark zum Klingeln und Überhitzen. Zudem wirkten sich die mäßige Schwingungsdämpfung und die langen Federwege im Anhängerbetrieb ungünstig aus.

## Technische Daten: Wartburg 353
|                               | Wartburg 353 Limousine | Wartburg 353 Tourist |
| ----------------------------- | --- | --- |
| Motor                         | Dreizylinder-Zweitakt-Ottomotor, längs eingebaut, Frontantrieb | Dreizylinder-Zweitakt-Ottomotor, längs eingebaut, Frontantrieb |
| Hubraum                       | 992 cm³ | 992 cm³ |
| Bohrung × Hub                 | 73,5 mm × 78 mm | 73,5 mm × 78 mm |
| Max. Leistung                 | 45 PS (33,1 kW) bei 4250/min ab 1969: 50 PS (36,8 kW)bei 4250/min | 45 PS (33,1 kW) bei 4250/min ab 1969: 50 PS (36,8 kW)bei 4250/min |
| Max. Drehmoment               | 9,3 kpm (91,2 Nm) bei 3000/min ab 1969: 10 kpm (98,1 Nm) bei 3000/min | 9,3 kpm (91,2 Nm) bei 3000/min ab 1969: 10 kpm (98,1 Nm) bei 3000/min |
| Verdichtung                   | 7,6 : 1, ab 1969: 7,5 : 1 | 7,6 : 1, ab 1969: 7,5 : 1 |
| Kühlung                       | Wasserkühlung mit Kühler hinter dem Motor, ab 1985: mit Kühler vor dem Motor | Wasserkühlung mit Kühler hinter dem Motor, ab 1985: mit Kühler vor dem Motor |
| Getriebe:                     | Vierganggetriebe mit sperrbarem Freilauf in allen Gängen; Lenkstockschaltung ab 1967 teilweise Mittelschalthebel                                                                  | Vierganggetriebe mit sperrbarem Freilauf in allen Gängen; Lenkstockschaltung ab 1967 teilweise Mittelschalthebel                                                                  |
| Schmierung                    | Gemischschmierung zunächst im Verhältnis 1 : 33; 1973 auch rückwirkend für alle bisherigen Fahrzeuge: 1 : 50                                                                      | Gemischschmierung zunächst im Verhältnis 1 : 33; 1973 auch rückwirkend für alle bisherigen Fahrzeuge: 1 : 50                                                                      |
| Vergaser                      | Fallstromvergaser BVF 36 F1-11 ab 1969: BVF 40 F1-11 ab 1982: Registervergaser Jikov 32 SEDR                                                                                      | Fallstromvergaser BVF 36 F1-11 ab 1969: BVF 40 F1-11 ab 1982: Registervergaser Jikov 32 SEDR                                                                                      |
| Elektrik                      | Unterbrecherzündung mit drei Zündspulen; Bordelektrik 12 Volt, Gleichstromlichtmaschine, ab 1975 Drehstromlichtmaschine                                                           | Unterbrecherzündung mit drei Zündspulen; Bordelektrik 12 Volt, Gleichstromlichtmaschine, ab 1975 Drehstromlichtmaschine                                                           |
| Fahrwerk                      | Karosserie auf Rahmen verschraubt; Einzelradaufhängung mit Schraubenfederung; Felgen 13"; Trommelbremsen mit Bremskraftregler (ab 1975: Scheibenbremsen vorn); Zahnstangenlenkung | Karosserie auf Rahmen verschraubt; Einzelradaufhängung mit Schraubenfederung; Felgen 13"; Trommelbremsen mit Bremskraftregler (ab 1975: Scheibenbremsen vorn); Zahnstangenlenkung |
| Radstand:                     | 2450 mm | 2450 mm |
| Maße L × B × H                | 4220 mm × 1642 mm × 1495 mm | 4380 mm × 1642 mm × 1495 mm |
| Spurweite vorn/hinten         | 1260/1300 mm, ab 1975: 1280/1300 mm | 1260/1300 mm, ab 1975: 1280/1300 mm |
| Leergewicht                   | 910 kg | 970 kg |
| Wendekreis                    | 10,2 m | 10,2 m |
| Max. zulässiges Gesamtgewicht | 1300 kg | 1410 kg |
| Kofferraum                    | 525 l | ? |
| Tankinhalt                    | 42,0 l | 42,0 l |
| Höchstgeschwindigkeit         | 125 km/h, ab 1969: 130 km/h | 125 km/h, ab 1969: 130 km/h |
| Beschleunigung 0-100 km/h     | 27 s, ab 1969: 21 s | 27 s, ab 1969: 21 s |
| Kraftstoffverbrauch           | 9,3 l/100 km | 9,8 l/100 km |

### Einzelheiten zum Bremskraftregler
Die Kombis/Camping des Wartburg 312 und Tourist/Trans des Wartburg 353 hatten im Vergleich zu den Limousinen eine verstärkte hintere Federung. Die lastabhängigen Druckübersetzer (LAD) für die Hinterradbremsen wurde 1975 mit dem modernisierten Fahrwerk des 353 W eingeführt. Sie hatten je nach Aufbau (Limousine, Tourist, Trans) eine andere Kennlinie. In der Bauform ähnelten sie aber denen der Limousine und sind daher bedingt austauschbar.

#### LAD-Typen
- Limousine: 17 kp ≡ 16,7 kg, farbliche Kennzeichnung: Blau
- Tourist: 31 kp ≡ 30,4 kg, farbliche Kennzeichnung: Gelb
- Trans: 15 kp ≡ 14,7 kg, farbliche Kennzeichnung: Grün

### Technische Daten: Wartburg 353 WR
- Dreizylinder-Zweitaktmotor mit 110 PS bei 5500/min und einem Drehmoment von 142 Nm bei 4200/min, Hubraum 1147 cm³, drei BVF-Flachstrom-Motorradrennvergaser, drei modifizierte Trabant-Luftfilter, leistungsoptimierte Abgasanlage je nach Einsatzstrecke, Höchstgeschwindigkeit 172 km/h, Gemisch 1:40 aus geändertem 62-Liter-Tank
- Fünfgang-Getriebe mit sperrbarem Freilauf
- verstärkter geschlossener Kastenprofilrahmen, abgestimmte Schraubenfedern mit Gasdruckstoßdämpfern, innenbelüftete Scheibenbremsen vorne, Trommelbremsen hinten, 6J13-Magnesiumgussfelgen mit 185/60-R13-Reifen
- Länge 4220 mm, Breite 1642 mm, Höhe 1465 mm, Leermasse 815 kg
- gewichtserleichterte Karosserieteile, Kotflügel vorne und hinten aus glasfaserverstärktem Polyesterharz (GFP), GFP-Stoßstangen, GFP-Schalensitze
- Sicherheits-Überrollkäfig, abnehmbare Zusatzscheinwerfer, Drehzahlmesser, Sport-Sicherheitsgurte